# Недостаточность сепиаптеринредуктазы
Недостаточность сепиаптеринредуктазы — заболевание, вызываемое нарушением работы фермента сепиаптеринредуктазы, участвующего в цепочке синтеза тетрагидробиоптерина. Развивающаяся при этом заболевании недостаточность тетрагидробиоптерина вызывает снижение уровней нейромедиатора дофамина, вследствие чего у пациентов отмечаются двигательные нарушения, такие как дистония и окулогирные кризы.

## Иллюстрации

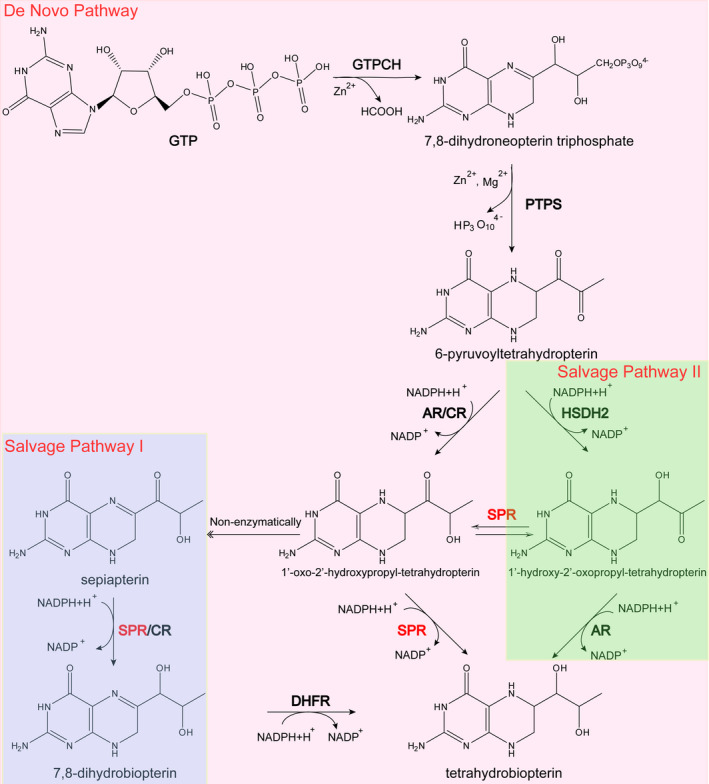
Роль сепиаптеринредуктазы (SPR, красным цветом) в биосинтезе тетрагидробиоптерина. Из обзора Wu et al., 2020.

## Симптомы
У значительной части пациентов отмечается задержка двигательного и речевого развития, аксиальная гипотония, дистония, слабость и окулогирные кризы. Примерно у 60 % пациентов наблюдается паркинсонизм либо акинетико-ригидный синдром. В большинстве случаев симптомы постепенно усугубляются к вечеру и ослабляются после периода отдыха. Психические нарушения и проблемы с поведением отмечаются примерно у 45 % пациентов.
В отличие от большинства форм недостаточности BH4, анализ крови при недостаточности сепиаптеринредуктазы не выявляет повышенной концентрации фенилаланина, что значительно затрудняет диагностику. По данным, приведенным в консенсусном руководстве 2020 года, средний возраст постановки диагноза составляет 8.9 лет, несмотря на то, что начальные симптомы могут наблюдаться в первые 18 месяцев жизни пациента.

## История
Недостаточность сепиаптеринредуктазы была впервые описана в 2001 году.